# Leichtathletik-Weltmeisterschaften 1997/1500 m der Männer
Der 1500-Meter-Lauf der Männer bei den Leichtathletik-Weltmeisterschaften 1997 wurde vom 3. bis 6. August 1997 im Olympiastadion der griechischen Hauptstadt Athen ausgetragen.
In diesem Wettbewerb errangen die spanischen  Mittelstreckenläufer mit Silber und Bronze zwei Medaillen. Es siegte der marokkanische Vizeweltmeister von 1995 Hicham El Guerrouj. Silber ging an den Olympiasieger von 1992, Olympiazweiten von 1996, Vizeweltmeister von 1993 und amtierenden Europameister Fermín Cacho. Reyes Estévez errang die Bronzemedaille.

## Bestehende Rekorde
| Weltrekord | 3:27,37 min | Noureddine Morceli | Nizza, Frankreich       | 12. Juli 1995     |
| WM-Rekord  | 3:32,84 min | Noureddine Morceli | WM 1991 in Tokio, Japan | 1. September 1991 |

Der bestehende WM-Rekord wurde bei diesen Weltmeisterschaften nicht eingestellt und nicht verbessert.
Alexis Sharangabo aus Ruanda stellte im ersten Vorlauf mit 3:44,95 min einen neuen Landesrekord auf.

## Vorrunde
Die Vorrunde wurde in vier Läufen durchgeführt. Die ersten fünf Athleten pro Lauf – hellblau unterlegt – sowie die darüber hinaus vier zeitschnellsten Läufer – hellgrün unterlegt – qualifizierten sich für das Halbfinale.

### Vorlauf 1
3. August 1997, 19:50 Uhr
| Platz | Name                | Nation         | Zeit (min) |
| ----- | ------------------- | -------------- | ---------- |
| 1     | Noureddine Morceli  | Algerien       | 3:37,26    |
| 2     | Andrei Sadoroschny  | Russland       | 3:37,28    |
| 3     | John Mayock         | Großbritannien | 3:37,37    |
| 4     | Kevin Sullivan      | Kanada         | 3:37,42    |
| 5     | Niall Bruton        | Irland         | 3:37,57    |
| 6     | António Travassos   | Portugal       | 3:37,70    |
| 7     | Saïd Chébili        | Frankreich     | 3:37,75    |
| 8     | Julius Achon        | Uganda         | 3:38,21    |
| 9     | John Kemboi Kibowen | Kenia          | 3:41,69    |
| 10    | Balázs Tölgyesi     | Ungarn         | 3:44,16    |
| 11    | Alexis Sharangabo   | Ruanda         | 3:44,95 NR |

### Vorlauf 2
3. August 1997, 20:00 Uhr
| Platz | Name                   | Nation         | Zeit (min) |
| ----- | ---------------------- | -------------- | ---------- |
| 1     | Rüdiger Stenzel        | Deutschland    | 3:40,17    |
| 2     | Kevin McKay            | Großbritannien | 3:40,25    |
| 3     | Driss Maazouzi         | Marokko        | 3:40,39    |
| 4     | Isaac Viciosa          | Spanien        | 3:40,41    |
| 5     | Laban Rotich           | Kenia          | 3:40,43    |
| 6     | Wjacheslaw Schabunin   | Russland       | 3:40,46    |
| 7     | Abdelkader Chékhémani  | Frankreich     | 3:41,02    |
| 8     | Mohamed Ibrahim Aden   | Somalia        | 3:41,23    |
| 9     | Ali Saïdi-Sief         | Algerien       | 3:41,48    |
| 10    | Mohamed Yagoub Babiker | Sudan          | 3:41,54    |
| 11    | José López             | Venezuela      | 3:42,83    |

### Vorlauf 3

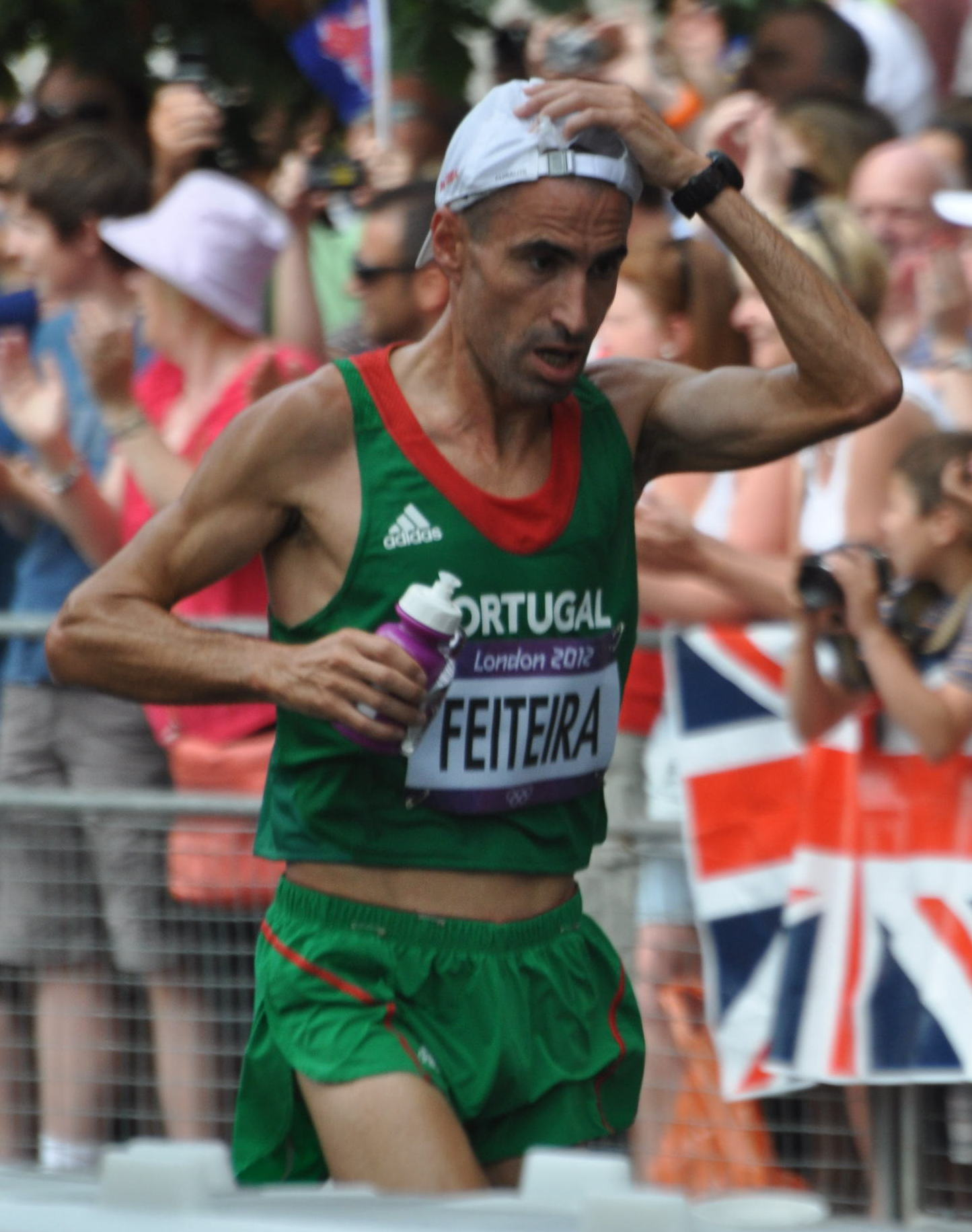
Luís Feiteira (hier beim Olympiamarathon 2012) reichte sein neunter Rang im dritten Vorlauf nicht zur Halbfinalteilnahme

3. August 1997, 20:10 Uhr
| Platz | Name                     | Nation     | Zeit (min) |
| ----- | ------------------------ | ---------- | ---------- |
| 1     | Reyes Estévez            | Spanien    | 3:36,20    |
| 2     | Azzeddine Sediki         | Marokko    | 3:36,40    |
| 3     | Mohamed Suleiman         | Katar      | 3:36,64    |
| 4     | Graham Hood              | Kanada     | 3:36,69    |
| 5     | Steve Holman             | USA        | 3:36,75    |
| 6     | Robert Kiplagat Andersen | Dänemark   | 3:36,77    |
| 7     | Branko Zorko             | Kroatien   | 3:37,99    |
| 8     | Alexandru Vasile         | Rumänien   | 3:39,01    |
| 9     | Luís Feiteira            | Portugal   | 3:45,37    |
| 10    | Scott Petersen           | Australien | 3:50,65    |
| 11    | Brent Butler             | Guam       | 3:58,29    |

### Vorlauf 4
3. August 1997, 20:20 Uhr
| Platz | Name                 | Nation         | Zeit (min) |
| ----- | -------------------- | -------------- | ---------- |
| 1     | Hicham El Guerrouj   | Marokko        | 3:36,72    |
| 2     | Fermín Cacho         | Spanien        | 3:37,16    |
| 3     | Alí Hakimi           | Tunesien       | 3:37,43    |
| 4     | Nadir Bosch          | Frankreich     | 3:37,45    |
| 5     | Gennaro Di Napoli    | Italien        | 3:37,50    |
| 6     | Ahmed Krama          | Algerien       | 3:38,02    |
| 7     | Matthew Yates        | Großbritannien | 3:38,34    |
| 8     | Piotr Rostkowski     | Polen          | 3:39,52    |
| 9     | Jason Pyrah          | USA            | 3:40,17    |
| 10    | Panagiotis Papoulias | Griechenland   | 3:40,30    |
| 11    | Shane Healy          | Irland         | 3:50,64    |

## Halbfinale
In den beiden Halbfinalläufen qualifizierten sich die jeweils ersten fünf Athleten – hellblau unterlegt – sowie die darüber hinaus zwei zeitschnellsten Läufer – hellgrün unterlegt – für das Finale.

### Halbfinallauf 1
4. August 1997, 20:35 Uhr
| Platz | Name               | Nation         | Zeit (min) |
| ----- | ------------------ | -------------- | ---------- |
| 1     | Hicham El Guerrouj | Marokko        | 3:38,92    |
| 2     | Mohamed Suleiman   | Katar          | 3:39,15    |
| 3     | Alí Hakimi         | Tunesien       | 3:39,15    |
| 4     | Rüdiger Stenzel    | Deutschland    | 3:39,62    |
| 5     | John Mayock        | Großbritannien | 3:39,69    |
| 6     | Kevin Sullivan     | Kanada         | 3:39,84    |
| 7     | Steve Holman       | USA            | 3:39,97    |
| 8     | Branko Zorko       | Kroatien       | 3:41,63    |
| 9     | Saïd Chébili       | Frankreich     | 3:41,95    |
| 10    | António Travassos  | Portugal       | 3:42,01    |
| 11    | Niall Bruton       | Irland         | 3:47,51    |
| DNF   | Isaac Viciosa      | Spanien        |            |

### Halbfinallauf 2
4. August 1997, 20:45 Uhr
| Platz | Name                     | Nation         | Zeit (min) |
| ----- | ------------------------ | -------------- | ---------- |
| 1     | Noureddine Morceli       | Algerien       | 3:38,82    |
| 2     | Reyes Estévez            | Spanien        | 3:38,86    |
| 3     | Fermín Cacho             | Spanien        | 3:38,86    |
| 4     | Robert Kiplagat Andersen | Dänemark       | 3:38,92    |
| 5     | Laban Rotich             | Kenia          | 3:38,92    |
| 6     | Nadir Bosch              | Frankreich     | 3:39,01    |
| 7     | Graham Hood              | Kanada         | 3:39,13    |
| 8     | Gennaro Di Napoli        | Italien        | 3:39,45    |
| 9     | Driss Maazouzi           | Marokko        | 3:39,99    |
| 10    | Azzeddine Sediki         | Marokko        | 3:40,15    |
| 11    | Kevin McKay              | Großbritannien | 3:40,21    |
| 12    | Andrei Sadoroschny       | Russland       | 3:42,61    |

## Finale
6. August 1997, 20:15 Uhr
| Platz | Name                     | Nation         | Zeit (min) |
| ----- | ------------------------ | -------------- | ---------- |
| 1     | Hicham El Guerrouj       | Marokko        | 3:35,83    |
| 2     | Fermín Cacho             | Spanien        | 3:36,63    |
| 3     | Reyes Estévez            | Spanien        | 3:37,26    |
| 4     | Noureddine Morceli       | Algerien       | 3:37,37    |
| 5     | Alí Hakimi               | Tunesien       | 3:37,51    |
| 6     | Mohamed Suleiman         | Katar          | 3:37,53    |
| 7     | Graham Hood              | Kanada         | 3:37,55    |
| 8     | Robert Kiplagat Andersen | Dänemark       | 3:37,66    |
| 9     | John Mayock              | Großbritannien | 3:38,67    |
| 10    | Rüdiger Stenzel          | Deutschland    | 3:38,82    |
| 11    | Laban Rotich             | Kenia          | 3:41,27    |
| 12    | Nadir Bosch              | Frankreich     | 3:48,35    |

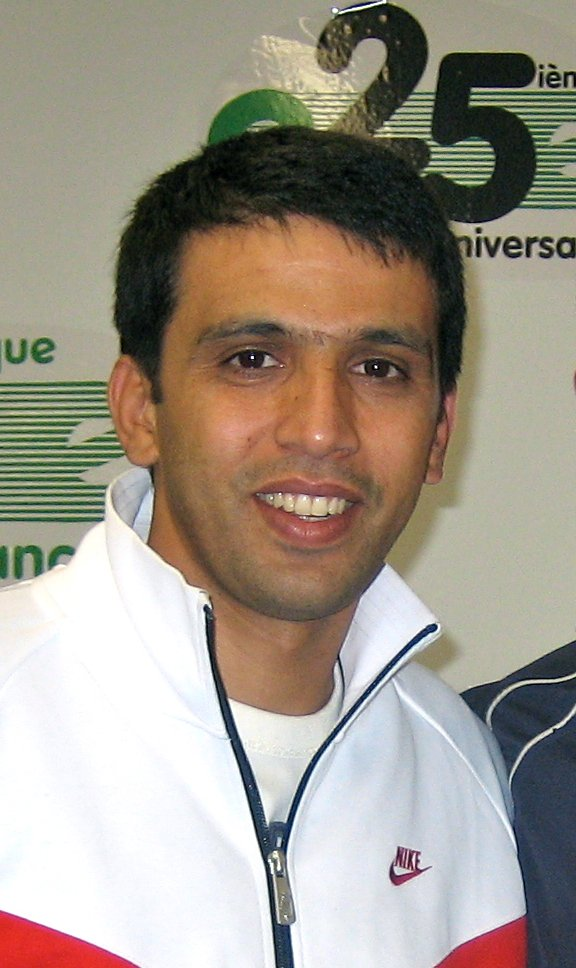
Nach Rang zwei 1995 errang Hicham El Guerrouj nun den WM-Titel

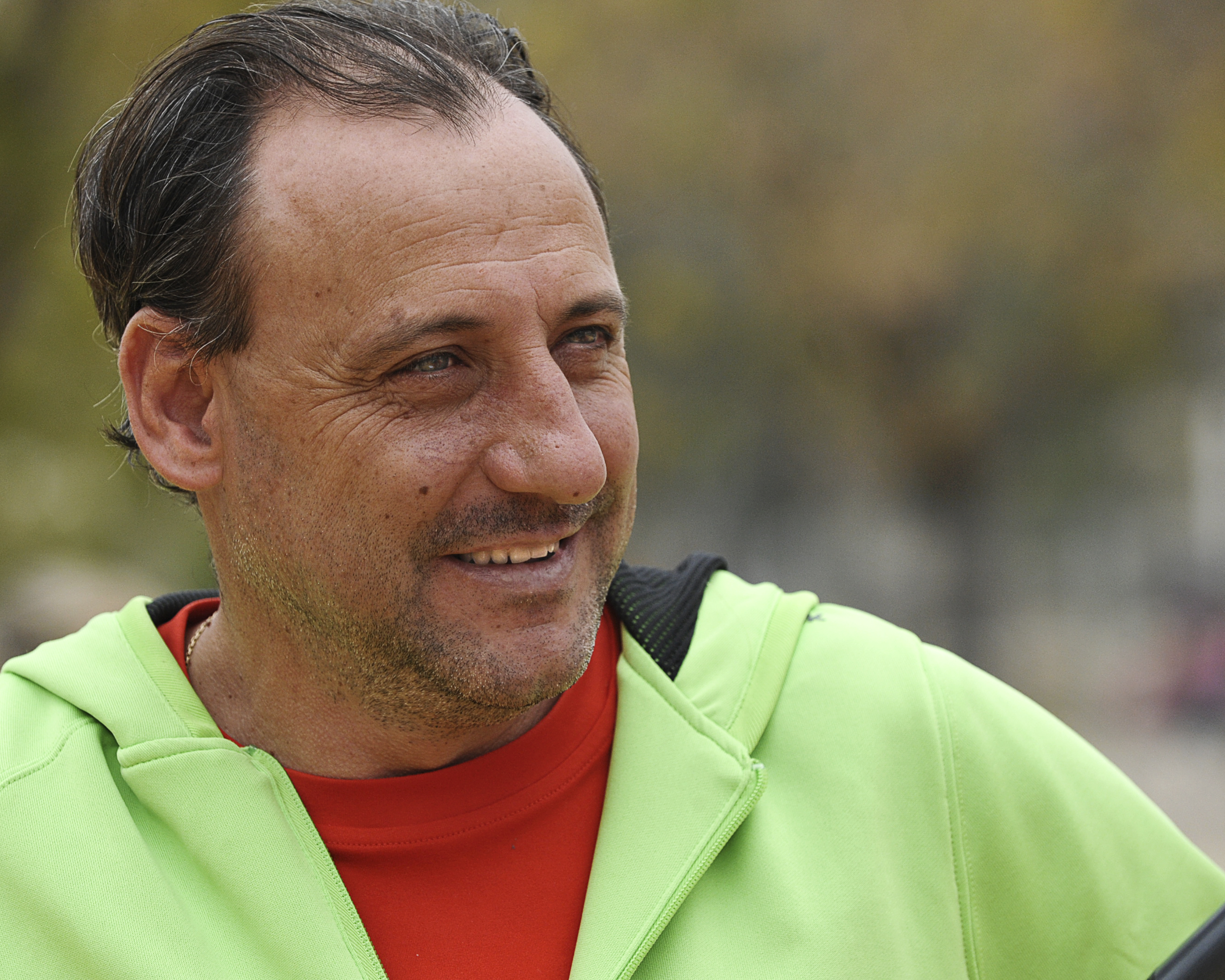
Vizeweltmeister wurde Fermín Cacho, 1992 war er Olympiasieger, 1993 Vizeweltmeister und 1994 Europameister
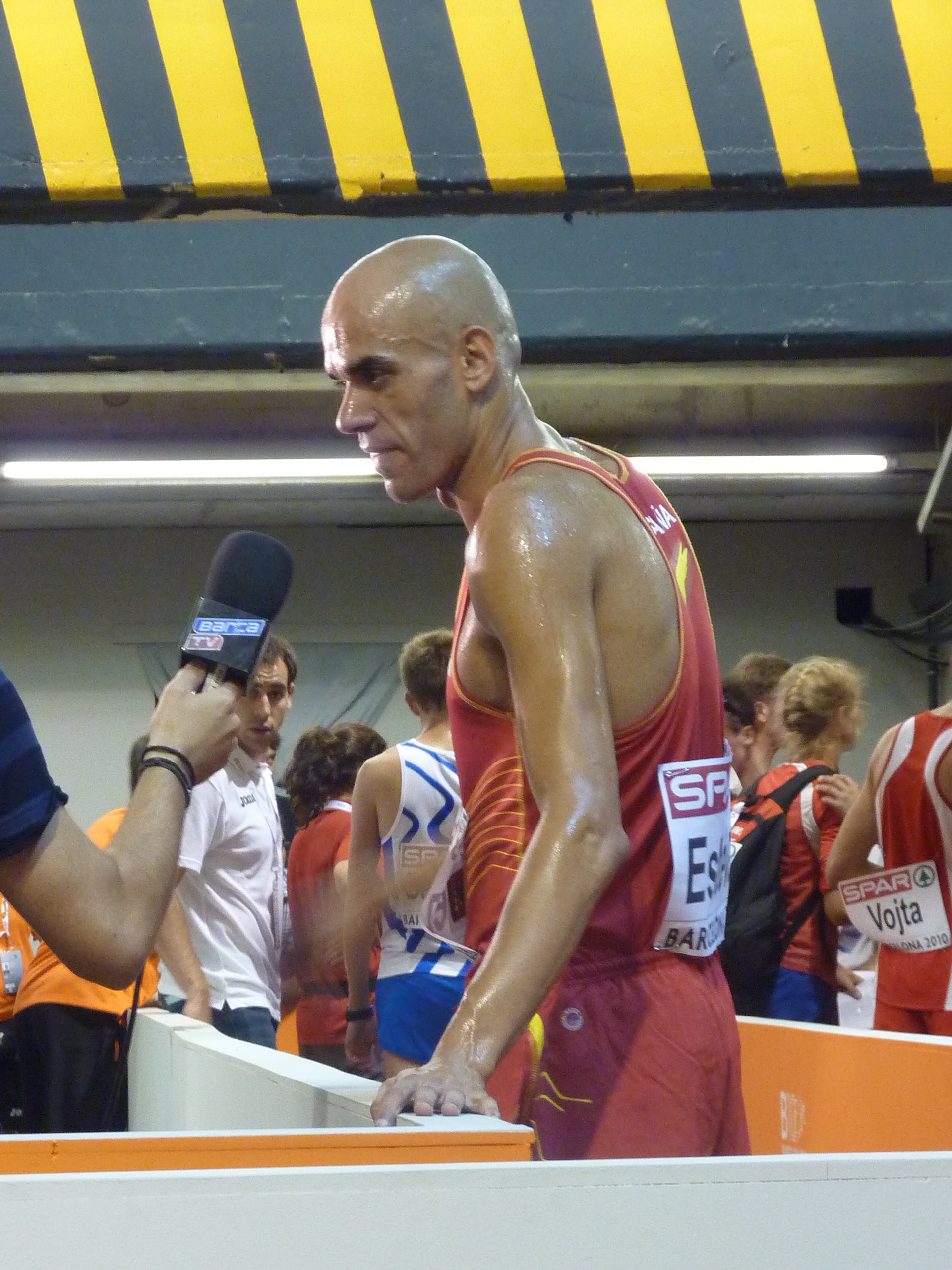
Bronzemedaillengewinner Reyes Estévez

## Video
- Hicham el guerrouj world championships 1997, Video veröffentlicht am 17. August 2007 auf youtube.com, abgerufen am 13. Juni 2020